# جيمي كونلان
جيمي كونلان (بالإنجليزية: Jamie Conlan)‏ مواليد 10 أكتوبر 1986 في بلفاست، أيرلندا الشمالية، المملكة المتحدة، هو ملاكم محترف أيرلندي يصنف ضمن فئة وزن الذبابة بدأ مسيرته الاحترافية سنة 2009 حيث انتصر في نزاله الأول.

## إحصائيات
خاض خلال مسيرته 18 نزالا، فاز في 18 ولم يتعادل ولم يخسر. فاز بالضربة القاضية في 11 نزالا.